# Chadisrella javensis
Chadisrella javensis är en fjärilsart som beskrevs av Sergius G. Kiriakoff 1967. Chadisrella javensis ingår i släktet Chadisrella och familjen tandspinnare. Inga underarter finns listade i Catalogue of Life.